# Euphyia orthropis
Euphyia orthropis är en fjärilsart som beskrevs av Edward Meyrick 1891. Euphyia orthropis ingår i släktet Euphyia och familjen mätare. Inga underarter finns listade i Catalogue of Life.